# Fali gekkó
A fali gekkó (Tarentola mauritanica) a hüllők (Reptilia) osztályába a gyíkok (Sauria) alrendjébe és a gekkófélék (Gekkonidae) családjába tartozó faj.

## Elterjedése
A Földközi-tenger majdnem teljes partvonalán előfordul, kivételt csak az Adria part képez. Észak-Afrikában élnek legnagyobb populációi, Egyiptomban kevésbé gyakori, mert nagyobb rokona a gyűrűs faligekkó
(Tarentola annularis) a domináns. Nyugat-Ázsia faunájából hiányzik ez a faj.

## Megjelenése
Alfajtól függően 12–20 centiméter a testhosszuk, ennek kb. 2/5 része a farok. Színezetük élettér és alfaj függvényében változik. Hasi oldalát mindig világos, sima pikkelyek borítják, felső teste a világos sárgásszürkétől a szürkén, barnán és feketésbarnán át egészen a fénytelen feketéig változó, hol csíkozott, hol többé-kevésbé homogén, az élettérhez igazodik. A tarkó, nyaki részen indul a test tengelyével párhuzamosan 10 szemölcssor, ebből kettő a mellső lábaknál véget ér. A testet 4, a farok részt 3 sötétebb csík keresztezi.
|  |  |

## Alfajai
- Tarentola mauritanica fascicularis - Daudin, 1802[3]
- Tarentola mauritanica juliae - Joger, 1984[4]
- Tarentola mauritanica mauritanica - Linnaeus, 1758[4]
- Tarentola mauritanica pallida - Geniez et al. 1999[5]

## Életmódja
Éjjel aktív, de gyakran látni öket napozni. Gyors mozgású hüllők, de zsákmányukat nem cserkelik, hanem "bevárják". Lábujjaik végén található harántlemezeikkel akár a plafonon is képesek futni (ez a kisebb, fiatal egyedekre jellemző, a kifejlett példányok túl súlyosak). Kedvelik az emberi környezetet, gyakran látni éjszaka, kültéri világítások közelében. Ha az ember megfogja vagy kézbe veszi ritkán dobja le farkát, támadóját mindig, próbálja megharapni. Harapása erős, apró hegyes fogai vannak, gyakran szájzárat kap, ilyenkor csak az idő vagy a hidegvíz segít.
Tápláléka kisebb hüllőkből, rovarokból, sáskákból és lepkékből áll.

## Szinonimák
- Lacerta mauritanica LINNAEUS 1758: 202
- Gecko stellio MERREM 1820: 43
- Gecko fascicularis GERVAIS 1836
- Tarentola mauritanica – GRAY 1845
- Tarentola mauritanica – BOULENGER 1885: 196
- Tarentola saharae [DOUMERGUE 1899]
- Platydactylus mauritanicus – BÖTTGER 1873
- Tarentola mauritanica – ENGELMANN et al 1993
- Tarentola mauritanica – SCHLEICH, KÄSTLE & KABISCH 1996: 273
- Tarentola (Tarentola) mauritanica – RÖSLER 2000: 116
- Tarentola mauritanica mauritanica (LINNAEUS 1758)
- Gecko muricatus LAURENTI 1768: 44
- Platydactylus muralis Duméril & Bibron 1836: 319 (nom. subst. pro L. maur.)
- Platydactylus facetanus STRAUCH 1862: 22
- Tarentola mauritanica subvar. atlantica DOUMERGUE 1899: 513
- Tarentola mauritanica subvar. lissoide DOUMERGUE 1899: 515
- Tarentola tuberculata ROSEN 1905: 130
- Tarentola mauritanica mauritanica – WERMUTH 1965: 180